# Такер, Рой
Рой Такер (англ. Roy Tucker; 1951) — американский астроном, успешный первооткрыватель комет и особенно астероидов, который возглавляет свою собственную обсерваторию Гудрайк-Пиготт. В период 1996 по 2010 год им было обнаружено в общей сложности 547 астероидов, среди которых были два астероида из группы Атона и один из группы Аполлона. Он также является одним из первооткрывателей астероида (99942) Апофис и короткопериодической кометы P/1998 QP54 (LONEOS-Tucker).
Рой Такер рос в Мемфис штат Теннесси. В 1966 году в возрасте 15-ти лет он стал членом астрономического общества Мемфиса, а позднее закончил Калифорнийский университет в Санта-Барбаре, где получил докторскую степень в области приборостроения и работал в лаборатории Imaging Technology Laboratory университета Аризоны.
В 2002 году стал одним из пяти учёных получивших премию «Gene Shoemaker Near Earth Object Grant» от планетарного общества.
В знак признания его заслуг одному из астероидов было присвоено его имя (10914) Такер.

## Публикации
- Aguirre, Edwin L. 1999. Sentinel of the Sky — Armed with a Modest Telescope and CCD Camera, Tucson Amateur Roy A Tucker Joins the Ranks of Professional Astronomers Who Have Discovered Near-Earth Objects. Sky and Telescope. 97, no. 3: 76.
- CCD Precision Photometry Workshop, Eric R. Craine, Roy A. Tucker, Jeannette V. Barnes. CCD Precision Photometry Workshop: Proceedings of a Meeting Held at San Diego, California, USA, 6-7, June 1998. Astronomical Society of the Pacific conference series, v. 189. San Francisco, Calif: Astronomical Society of the Pacific, 1999. ISBN 1-58381-015-3